# Johann Gottfried Arndt
Johann Gottfried Arndt (1713-1767) est un philologue, un pédagogue et un historien germano-balte.

## Biographie
Arndt étudie à l'Université de Halle puis se rend en Livonie en 1738 comme précepteur particulier.
Il est nommé en 1740 recteur de l'école d'Arensburg sur Ösel puis vice-recteur du Lycée impérial de Riga en 1747. Il publie entre entre 1747 et 1753 son ouvrage principal "Der Liefländischen Chronik..." en deux parties, qui traite des chroniques livoniennes et des chroniques d'Henri le Letton jusqu'à l'époque de l'auteur, première tentative d’analyse sérieuse de l’historiographie de la Livonie poursuive plus tard par Friedrich Konrad Gadebusch.
En plus des chroniques livoniennes, Arndt publie également une liste des château médiévaux lettons.